# 杨晨 (播音员)
杨晨（1971年10月25日—），女，汉族，北京人，中国中央电视台播音员、主持人，主播《国际时讯》及其他栏目。同时也是一名配音演员，为众多影视剧、纪录片献声配音。

## 生平[1]
- 1984-1990年，就读于北京师范大学附属实验中学。
- 1990-1994年，就读于北京广播学院（现中国传媒大学）播音系。
- 1994年至今，供职于中央电视台新闻中心新闻编辑部播音组。

## 主持节目

### 曾主持节目
- 《午夜新闻》
- 《新闻30分》
- 《晚间新闻》
- 《国际时讯》

## 配音
除了新闻播音主持以外，她也在众多影视作品中担当配音。如《甄嬛传》中的“端妃”和“孟静娴”、《阿凡达》中的“格蕾丝·奥古斯汀博士”、《哆啦A梦：伴我同行2》中的“婚礼司仪”等。